# Bác Mục Bác Quả Nhĩ
Bác Mục Bác Quả Nhĩ (tiếng Mãn: ᠪᠣᠮᡠᠪᠣᡤᠣᡵ, chuyển tả: Bomubogor, chữ Hán: 博穆博果尔; 20 tháng 1 năm 1642 - 22 tháng 8 năm 1656), Ái Tân Giác La, là Hoàng tử thứ mười một của Thanh Thái Tông Hoàng Thái Cực.

## Cuộc đời
Bác Mục Bác Quả Nhĩ sinh vào giờ Thân, ngày 20 tháng 12 (âm lịch) năm Sùng Đức thứ 6 (1641). Mẹ ông là Ý Tĩnh Đại Quý phi.
Năm Thuận Trị thứ 12 (1655), ngày 21 tháng 2, ông được phong làm Hòa Thạc Tương Thân vương (和碩襄親王, tiếng Mãn: ᡥᠣᡧᠣᡳ 
ᡨᡠᠰᠠᠩᡤᠠ 
ᠴᡳᠨ ᠸᠠᠩ, Möllendorff: Hošoi tusangga cin wang). Phong hiệu 「Tương」có Mãn văn là 「tusangga」, ý là "Có ích", "Nhận được giúp đỡ".
Năm thứ 13 (1656), ngày 3 tháng 7, ông qua đời, được truy thụy "Chiêu" (昭). Ông không có con trai, tước vị cũng bị hủy bỏ.

## Gia quyến
Từng xuất hiện nhận định Bác Mục Bác Quả Nhĩ là chồng trước của Đổng Ngạc phi, hơn nữa còn vì bị Thuận Trị Đế cướp vợ mà chết. Tuy nhiên nhận định này chỉ là lời đồn, không có chứng cứ chứng thực. Trong Ái Tân Giác La Tông phổ, chỉ ghi nhận Bác Mục Bác Quả Nhĩ có duy nhất một Đích Phúc tấn.
- Đích Phúc tấn: Bác Nhĩ Tế Cát Đặc thị, con gái của Hòa Thạc Đạt Nhĩ Hán Ba Đồ Lỗ Thân vương Mãn Châu Tập Lễ - anh trai của Hiếu Trang Văn Hoàng Hậu.

## Trong văn hoá đại chúng
| Năm  | Tác phẩm                            | Diễn viên                                                          |
| 2001 | Cách cách yêu xuất giá (格格要出嫁) | Đinh Đan (叮当) Thi Đan Giang (施丹江)                             |
| 2003 | Hiếu Trang bí sử (孝庄秘史)         | Quách Tử Hào (郭子豪) Hàn Vũ Tiều (韩雨樵) Phú Tuấn Phong (富俊峰) |
| 2003 | Thiếu niên Thiên tử (少年天子)      | Lý Đông Hàn (李东翰)                                               |
| 2012 | Sơn hà luyến Mỹ nhân vô lệ          | Vương Hạc Vũ (王鹤宇)                                              |
| 2015 | Đại Ngọc Nhi truyền kì              | Lý Văn Hào (李文豪)                                                |